# 太康 (夏朝)
太康（？—？），姒姓，夏后氏，启之子。中國夏朝第三任首領。
《太平御覽》引《帝王世紀》記載太康在位二十九年。《竹書紀年》稱太康的都城在斟尋（一作斟鄩）。據說太康終日沉迷打獵，不理政事，結果去洛水北岸游猎时，為有穷氏部落首领后羿所逐，不得返國，在阳夏（今河南省太康县西）居住十年而病死。《尚書·夏書·五子之歌》簡略記載了太康失國的事。太康死後，弟中康立。
太康失國之事首見於《左传》襄公四年，《史記·夏本紀》僅載：“夏后帝啓崩，子帝太康立。帝太康失國，昆弟五人，須于洛衲，作《五子之歌》。”和《書序》相同。清代崔述已懷疑太康其人的真實性。
今河南省太康县城关回族镇境内有太康陵。